# Syricoris apicipunctana
Syricoris apicipunctana is een vlinder uit de familie bladrollers (Tortricidae). De wetenschappelijke naam voor deze soort is voor het eerst geldig gepubliceerd in 1891 door Walsingham.
De soort komt voor in tropisch Afrika.